# 마카비 하이파
마카비 하이파(히브리어: מכבי חיפה)는 이스라엘 하이파의 종합 스포츠 클럽이다. 여러 종목 팀들을 운영하고 있다.

## 팀 목록
- 마카비 하이파 FC (축구)
- 마카비 하이파 BC (농구)
- 마카비 하이파 (레슬링)